# Gehée
Gehée ist eine französische Gemeinde mit 254 Einwohnern (Stand: 1. Januar 2022) im Département Indre in der Region Centre-Val de Loire. Sie gehört zum Kanton Valençay im Arrondissement Châteauroux. Die Einwohner werden Gehéens genannt.

## Geographie
Die Gemeinde Gehée liegt am Nahon, etwa 28 Kilometer nordwestlich von Châteauroux. Sie grenzt im Norden an Langé, im Nordosten und Osten an Baudres, im Osten und Südosten an Moulins-sur-Céphons, im Südosten und Süden an Levroux, im Süden an Frédille, im Südwesten an Selles-sur-Nahon sowie im Westen an Jeu-Maloches. Zur Gemeinde gehören die Ortsteile La Nictière, Rosier und Plaineffe.

## Bevölkerungsentwicklung
| Jahr                       | 1962 | 1968 | 1975 | 1982 | 1990 | 1999 | 2006 | 2013 | 2020 |
| Einwohner                  | 553  | 480  | 439  | 352  | 313  | 301  | 310  | 261  | 250  |
| Quellen: Cassini und INSEE |      |      |      |      |      |      |      |      |      |

## Sehenswürdigkeiten

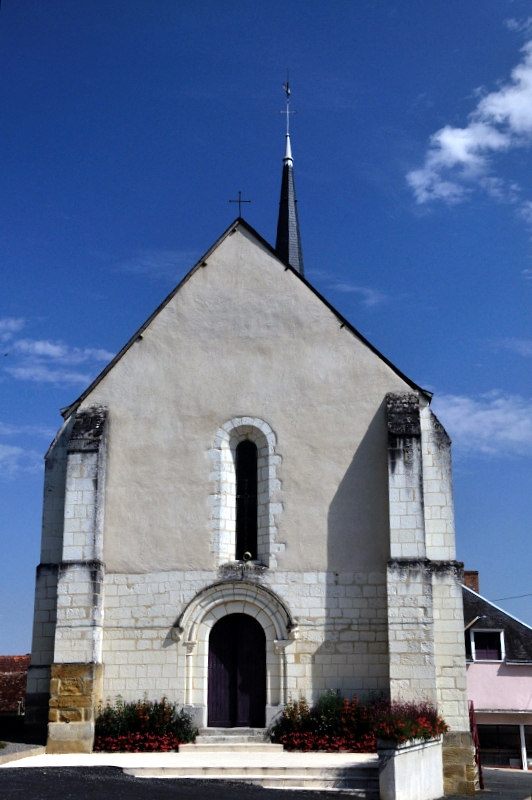
Kirche Saint-Étienne

- Kirche Saint-Étienne